# سری اوزاکی
سری اوزاکی (انگلیسی: Seri Ozaki؛ زادهٔ ۲۲ سپتامبر ۲۰۰۲) شمشیرباز زن اهل ژاپن است.